# Trybliographa conjungens
Trybliographa conjungens is een vliesvleugelig insect uit de familie van de Figitidae. De wetenschappelijke naam van de soort is voor het eerst geldig gepubliceerd in 1901 door Kieffer.